# Tropitrachelus unidentatus
Tropitrachelus unidentatus är en mångfotingart som beskrevs av Filippo Silvestri 1897. Tropitrachelus unidentatus ingår i släktet Tropitrachelus och familjen Spirostreptidae. Inga underarter finns listade i Catalogue of Life.